# 群馬県道361号矢島大泉線

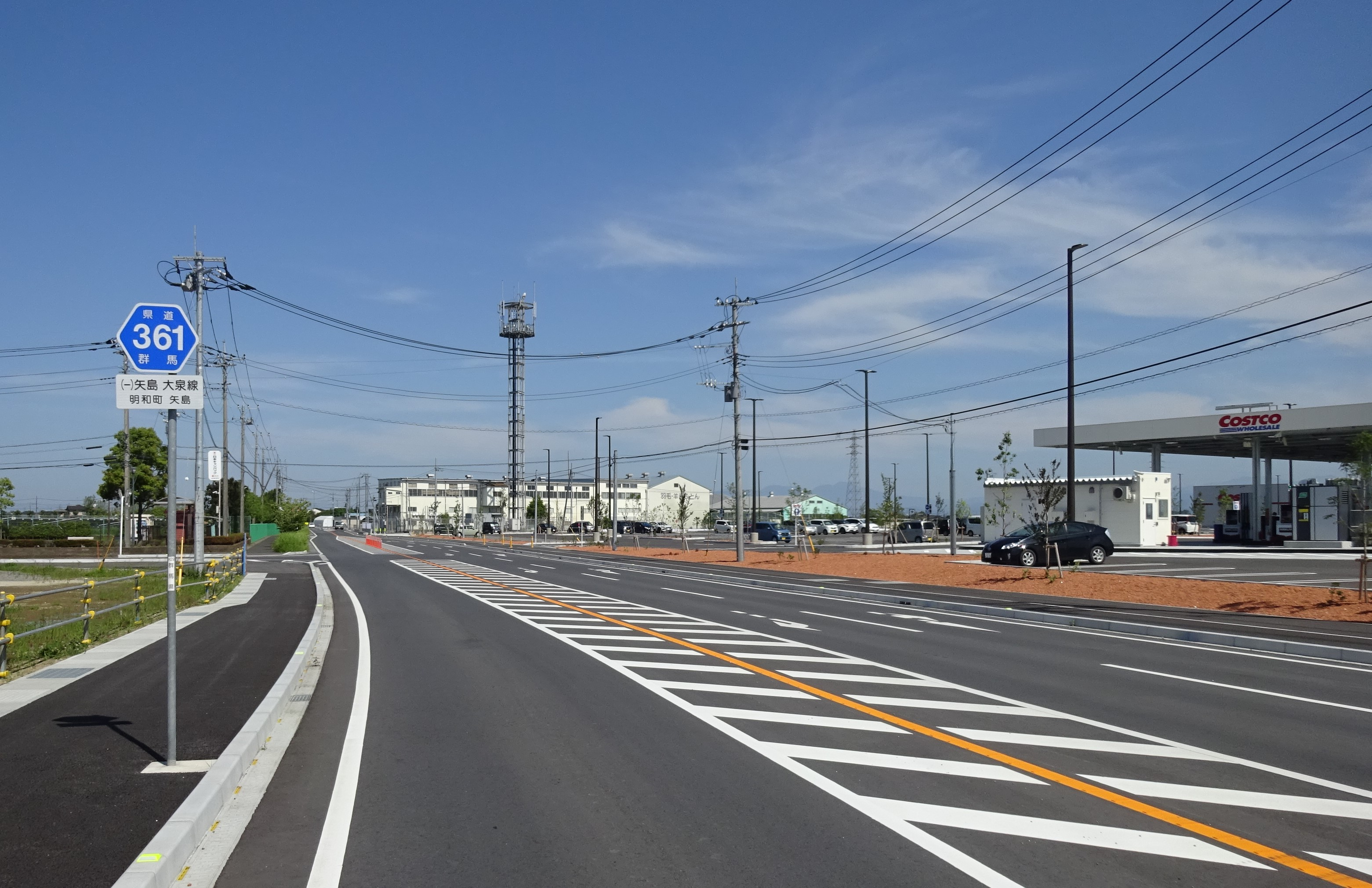
群馬県道361号（明和町内にて）

群馬県道361号矢島大泉線（ぐんまけんどう361ごう やじまおおいずみせん）は、群馬県邑楽郡明和町と邑楽郡大泉町を結ぶ一般県道である。

## 概要

### 路線データ
- 起点 : 群馬県邑楽郡明和町大佐貫（群馬県道7号佐野行田線）交点　大佐貫交差点
- 終点 : 群馬県邑楽郡大泉町朝日（群馬県道38号足利千代田線）交点　西宮神社東交差点

## 路線状況

### 重複する区間
- 国道122号（館林明和バイパス）（川俣駅入口交差点 - 矢島南交差点）
- 群馬県道314号古戸館林線（名称なし交差点 - 赤堀交差点）
- 国道354号（東毛広域幹線道路）（赤堀交差点 - 高源寺北交差点）

### 道路施設
- 谷田川橋
  - 明和町と館林市の境にある谷田川に架かる橋で、老朽化のため2025年にかけて架け替えが行われている[1]。

## 地理

### 通過する自治体
- 群馬県
  - 邑楽郡明和町 - 館林市 - 邑楽郡邑楽町 - 邑楽郡大泉町

### 交差する道路
| 交差する道路                                   | 交差点名           | 所在地 |
| ---------------------------------------------- | ------------------ | ------ |
| 群馬県道368号上中森川俣停車場線 明和町役場方面 |                    |        |
| 栃木県道7号佐野行田線                          | 大佐貫             | 明和町 |
| 国道122号（館林明和バイパス）                  | 矢島南〜川俣駅入口 | 明和町 |
| 群馬県道83号熊谷館林線                         | 上三林             | 明和町 |
| 群馬県道314号古戸館林線                        |                    | 邑楽町 |
| 国道354号（東毛広域幹線道路）                  | 赤堀〜高源寺北     | 邑楽町 |
| 群馬県道152号赤岩足利線                        | 篠塚南             | 邑楽町 |
| 群馬県道38号足利千代田線                       | 西宮神社東         | 大泉町 |

### 沿線の施設
| 施設               | 所在地 |
| ------------------ | ------ |
| 東光寺             | 明和町 |
| 矢島公園           | 明和町 |
| 邑楽町立長柄小学校 | 邑楽町 |
| 長柄郵便局         | 邑楽町 |
| 天満宮             |        |